# 훙융청
훙융청(중국어: 洪永城, 영어: Tony Hung, 1983년 12월 6일 ~ , 홍콩 남성 호스트 및 배우, Now Broadband TV 및 Hong Kong Cable TV의 전 쇼 호스트이며 현재 TVB 관리자 계약 아티스트이다.